# السلام على إبراهيم
السلام على إبراهيم (بالفارسية: سلام بر ابرهیم) هي سيرة ذاتية ومذكرات إبراهيم هادي، وهو جندي إيراني قُتل في الحرب الإيرانية العراقية ولم يُعثر على جثته أبدًا. يوجد لهذا الكتاب أكثر من 139 طبعة، وبِيع أكثر من مليون نسخة مطبوعة [الإنجليزية] و5 ملايين نسخة إلكترونية. في عام 2015، اختير هذا الكتاب كأكثر الكتب مبيعًا في إيران.

## النشر
صدرت النسخة الفارسية لأول مرة في عام 2010 في طبعة بايام آزادي وأُعيد طباعتها 50 مرة حتى عام 2014. بعد مرور أربع سنوات، بدأ المؤلفون إصدارهم الخاص. في عام 2016، خضع الكتاب لإعادة طبع 100 مرة، وبعد عامين من ذلك خضع لإعادة طبع 128 مرة؛ وحتى عام 2019، نُشر أكثر من 1.1 مليون نسخة ورقية من هذا الكتاب.

## الاستقبال
في نيسان 2018 م، أدلى المرشد الأعلى لإيران علي خامنئي، بتعليقات خفية حول الكتاب: "قرأتُ كتابًا عن الشهيد إبراهيم هادي. كان كتابًا شيقًا وممتعًا. بعد قراءته، لم أستطع تركه. جاذبية الشخصية التي ورد ذكرها في الكتاب هائلة، تجذبنا إليه. أدعوكم للتعرف على المزيد عن هذه الشخصيات الاستثنائية". وأضاف علي خامنئي: "فقدنا الكثير من شبابنا في حروب عبثية لم نُردها، بدلًا من توجيه مدافعنا ناحية العدو الحقيقي الإسرائيلي وداعمه [الأمريكي]".

## ملخص المذكرات
عندما سُرقت دراجة نارية لأحد أقاربه أمام عيني هادي، قام بملاحقة السارق. أثناء المطاردة، أصيبت يد اللص. عندما قُبض على اللص، قام إبراهيم بلطف بنقل اللص إلى المستشفى. وعندما أدرك إبراهيم أن اللص يسرق بسبب الفقر المدقع، بدلًا من الشكوى، وجد له عملًا بالتعاون مع أصدقائه.